# Sint-Jozef Werkmankerk (Tielt)

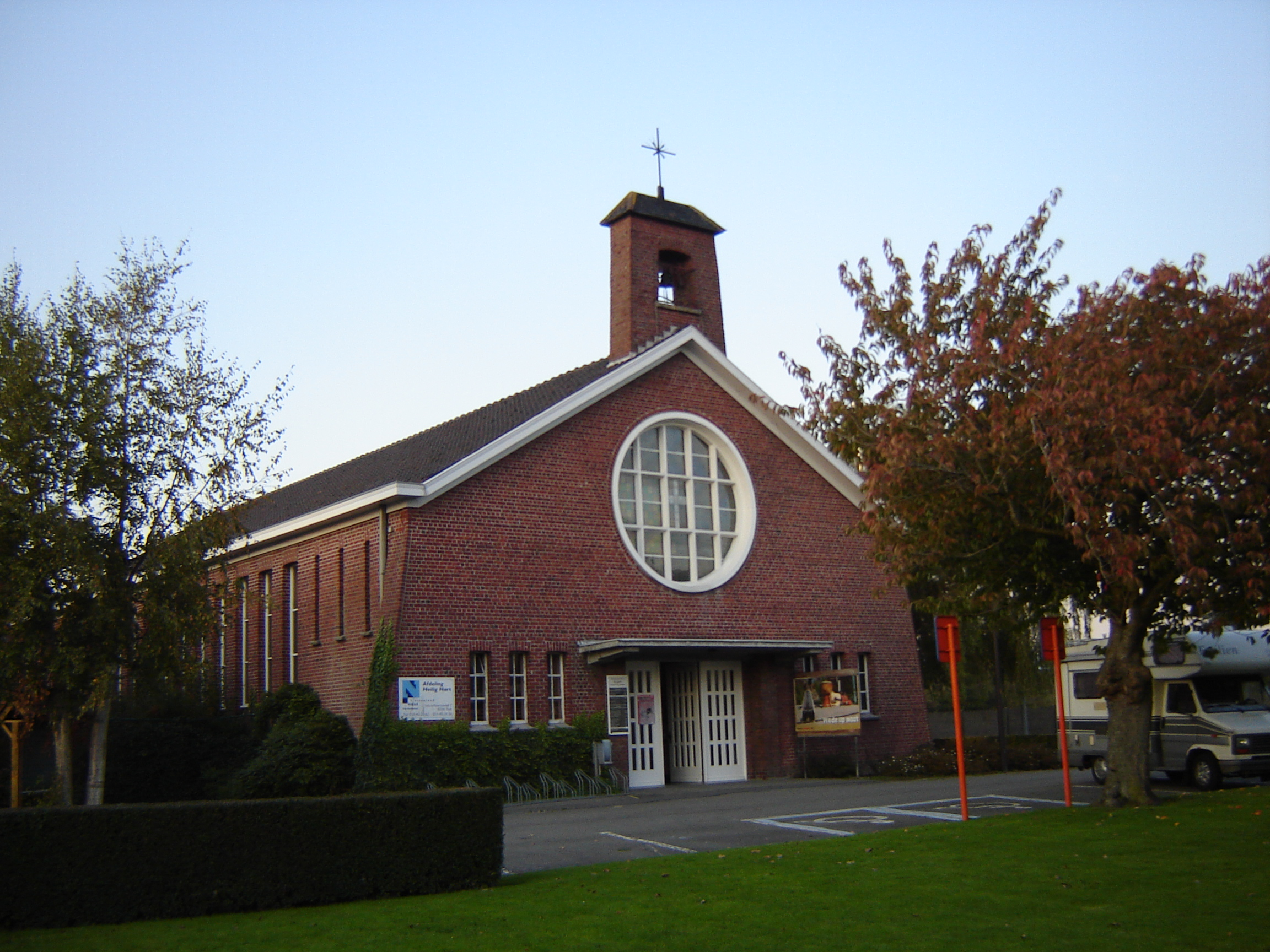
Sint-Jozef Werkmankerk

De Sint-Jozef Werkmankerk is een rooms-katholiek kerkgebouw in de West-Vlaamse stad Tielt, gelegen aan de Mgr. Van Hovestraat 2.

## Geschiedenis
In 1955 werd een hulpkerk opgericht voor de inwoners van het westelijk deel van Tielt. De kerk werd ontworpen door Albert Impe. In 1957 werd de kerk officieus, in 1959 officieel, verheven tot parochiekerk.

## Gebouw
Het is een eenvoudig bakstenen zaalkerkje onder zadeldak. De voorgevel heeft een groot roosvenster dat met glas-in-lood is ingevuld. Op het dak bevindt zich een klein klokkentoren.